# Tupiza (plaats)
Tupiza is een plaats met ongeveer 21.000 inwoners. Het is de hoofdstad van de provincie Sud Chichas in het departement Potosí in Bolivia.

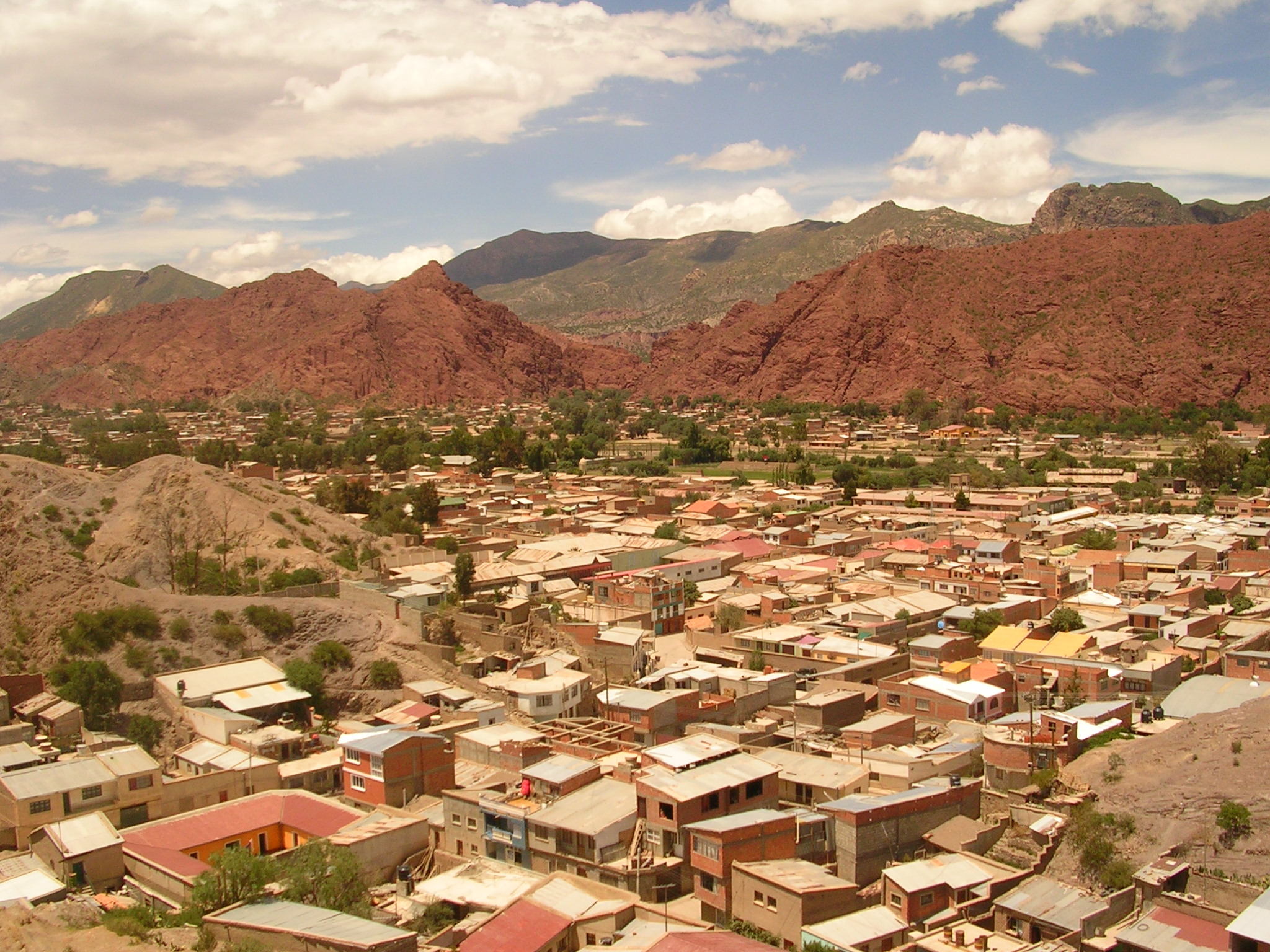
Tupiza